# Canoa/kayak ai Giochi della XXIX Olimpiade - K2 500 metri maschile

## Batterie
Hanno partecipato alle batterie di qualificazione 16 equipaggi, suddivisi in 2 batterie di qualificazione: i primi 3 di ogni batteria si sono qualificati direttamente per la finale, gli equipaggi dal 4º al 7º posto più il miglior ottavo sono passati alle semifinali
- Martedì 19 agosto 2008

| Posizione | Atleta                                 | Paese      | Tempo    | Note |
| --------- | -------------------------------------- | ---------- | -------- | ---- |
| 1         | Ronald Rauhe e Tim Weiskotter          | Germania   | 1:28.736 | QF   |
| 2         | Vincent Lecrubier e Sebastien Jouve    | Francia    | 1:29.805 | QF   |
| 3         | Andrea Facchin e Antonio Scaduto       | Italia     | 1:30.240 | QF   |
| 4         | Krists Straume e Kristaps Zalupe       | Lettonia   | 1:31.020 | QS   |
| 5         | Alvydas Duonela e Egidijus Balciunas   | Lituania   | 1:31.232 | QS   |
| 6         | Clint Robinson e Jacob Clear           | Australia  | 1:31.712 | QS   |
| 7         | Alexey Dergunov e Dmitriy Kaltenberger | Kazakistan | 1:33.363 | QS   |
| 8         | Shen Jie e Huang Zhipeng               | Cina       | 1:34.432 |      |

| Posizione | Atleta                                  | Paese       | Tempo    | Note |
| --------- | --------------------------------------- | ----------- | -------- | ---- |
| 1         | Raman Piatrushenka e Vadzim Makhneu     | Bielorussia | 1:28.661 | QF   |
| 2         | Saúl Craviotto e Carlos Pérez Rial      | Spagna      | 1:28.983 | QF   |
| 3         | Zoltán Kammerer e Gábor Kucsera         | Ungheria    | 1:30.099 | QF   |
| 4         | Richard Dober, Jr. e Andrew Willows     | Canada      | 1:30.234 | QS   |
| 5         | Kim Wraae Knudsen e René Holten Poulsen | Danimarca   | 1:30.348 | QS   |
| 6         | Marek Twardowski e Adam Wysocki         | Polonia     | 1:32.107 | QS   |
| 7         | Mika Hokajärvi e Kalle Mikkonen         | Finlandia   | 1:33.785 | QS   |
| 7         | Jose Giovanni Ramos e Gabriel Rodríguez | Venezuela   | 1:34.220 | QS   |

## Semifinale
I primi tre equipaggi si sono qualificati per la finale.
- Giovedì 21 agosto 2008

| Posizione | Atleta                                  | Paese      | Tempo    | Note |
| --------- | --------------------------------------- | ---------- | -------- | ---- |
| 1         | Richard Dober, Jr. e Andrew Willows     | Canada     | 1:31.232 | QF   |
| 2         | Marek Twardowski e Adam Wysocki         | Polonia    | 1:31.481 | QF   |
| 3         | Kim Wraae Knudsen e René Holten Poulsen | Danimarca  | 1:31.796 | QF   |
| 4         | Krists Straume e Kristaps Zaļupe        | Lettonia   | 1:32.649 |      |
| 5         | Alvydas Duonela e Egidijus Balciunas    | Lituania   | 1:32.887 |      |
| 6         | Alexey Dergunov e Dmitriy Kaltenberger  | Kazakistan | 1:33.512 |      |
| 7         | Clint Robinson e Jacob Clear            | Australia  | 1:33.839 |      |
| 8         | Mika Hokajärvi e Kalle Mikkonen         | Finlandia  | 1:34.994 |      |
| 9         | Jose Giovanni Ramos e Gabriel Rodríguez | Venezuela  | 1:37.285 |      |

## Finale
- Venerdì 22 agosto 2008

| Posizione | Atleta                                  | Paese       | Tempo    |
| --------- | --------------------------------------- | ----------- | -------- |
|           | Saúl Craviotto e Carlos Pérez Rial      | Spagna      | 1:28.736 |
|           | Ronald Rauhe e Tim Weiskotter           | Germania    | 1:28.827 |
|           | Raman Piatrushenka e Vadzim Makhneu     | Bielorussia | 1:30.005 |
| 4         | Zoltán Kammerer e Gábor Kucsera         | Ungheria    | 1:30.285 |
| 5         | Kim Wraae Knudsen e René Holten Poulsen | Danimarca   | 1:30.569 |
| 6         | Richard Dober, Jr. e Andrew Willows     | Canada      | 1:30.857 |
| 7         | Vincent Lecrubier e Sebastien Jouve     | Francia     | 1:31.312 |
| 8         | Marek Twardowski e Adam Wysocki         | Polonia     | 1:31.869 |
| 9         | Andrea Facchin e Antonio Scaduto        | Italia      | 1:31.934 |